# Апагадо
Апагадо (з іспанської вимерлий, також відомий як Уаліаке) — це пірокластичний конус із розсіяним рослинним покривом. Кратер вулкана приблизно 400 м завширшки, діаметр його основи приблизно 2 км. Вулкан розташований у чилійському регіоні Лос-Лагос і знаходиться за 13 км на захід від вулкана Горнопірен і на південний захід від вулкана Яте на півострові, який межує з естуарієм Релонкаві, протокою Релонкаві та Анкудською затокою. Апагадо має майже незайманий [що?] вершинний кратер.

## Дивіться також
- Список вулканів Чилі

## Зовнішні посилання
- SI Позначки Google Планета Земля – Глобальна програма вулканізму Смітсонівського інституту: завантажте позначки місця з даними голоценових вулканів SI.